# Pierre-André Boutang
Pour les articles homonymes, voir Boutang.
Pierre-André Boutang, né le 25 mars 1937 à Paris et mort le 20 août 2008 à Grosseto-Prugna en Corse, est un documentariste, producteur et réalisateur français. Il a été l'un des dirigeants de la chaîne franco-allemande Arte après avoir compté parmi ceux de La Sept.

## Biographie
Pierre-André Boutang est le fils de Marie-Claire et Pierre Boutang, et le demi-frère de Yann Moulier-Boutang.
En 1958, il poursuit des études à Sciences Po, où il rencontre le futur réalisateur de cinéma, Jean-Daniel Pollet, avec lequel il noue une amitié qui durera tout au long de leur vie. Plutôt que d'étudier les sciences politiques, les deux amis fréquentent assidûment les salles de cinéma. Il accompagne Pollet dans ses premières expériences de tournage de court-métrage, dans les bals populaires autour de Paris. Il rentre à l'ORTF comme assistant réalisateur, programmateur des films diffusés  puis coproducteur ou coréalisateur de séries telles que Les Écrans de la ville, Le Journal du cinéma, Cinéregard, Champs contre champs, Bibliothèque de poche ou Dim dam dom. Puis avec son compère Guy Seligmann, il crée l'émission L'Invité du dimanche.
Il a filmé un nombre considérable de portraits de personnalités du monde des arts et des lettres, notamment pour Les Archives du XXe siècle, aventure télévisuelle lancée par Jean José Marchand, à laquelle Pierre-André Boutang participe dès le début. Obsédé par l’idée d’enregistrer et de garder en mémoire toutes les expériences humaines et culturelles, au sens très large du mot, il réalise un nombre impressionnant de films. Sa spécialité : les portraits des grands du monde de la pensée et de l'art. Il invente également des programmes qui portent la culture sur le devant de la scène.
À la rentrée 1968, l'ORTF, via Jean-Émile Jeannesson et Michel Péricard, concepteurs de Soirées jeunesse, propose à Pierre-André Boutang ainsi qu'à Philippe Collin, réalisateur, critique de cinéma à Elle et au Masque et la plume, de produire une nouvelle émission musicale pour les jeunes. Ceux-ci confient la présentation à l'équipe de Rock & Folk avec comme rédacteur en chef Philippe Koechlin et Raoul Sangla à la réalisation. Forum musiques est alors diffusée en direct sur la 1re chaîne le mercredi 23 octobre 1968 à 20h35, placée entre Les Shadoks et Cartes sur tables, émission consacrée au budget de 1969. Cette émission rock ne passe pas du tout auprès du public qui ne cessera d'envoyer des lettres de protestation à la chaîne. L'émission disparaît au bout de huit numéros en juin 1969.
Les années 1970 et 1980 voient la diffusion de grands entretiens, notamment Sartre par lui-même, L'Abécédaire de Gilles Deleuze ou Serge Daney, itinéraire d'un ciné-fils.
Au cours des années 1970, tout en poursuivant ses activités à la télévision, Pierre-André Boutang se rapproche du cinéma de fiction. En 1974, il joue le rôle d'un représentant de riches sociétés américaines dans le western Touche pas à la femme blanche de Marco Ferreri.
Très proche du producteur Jean-Pierre Rassam, Pierre-André Boutang met ainsi son « grain de sel » dans les films de Marco Ferreri (La Grande bouffe), Robert Bresson (Lancelot du lac), Maurice Pialat (Nous ne vieillirons pas ensemble), ou surtout Jean Yanne (Tout le monde il est beau, tout le monde il est gentil, Moi y'en a vouloir des sous et les Chinois à Paris). Il reprendra en 1984 le rôle de producteur de longs-métrages de fiction, pour permettre le tournage des Favoris de la lune d'Otar Iosseliani.
Il devient, à partir de 1987, responsable des émissions culturelles de FR3 et d’Océaniques, (diffusées par La Sept et le samedi après-midi sur FR3) à la demande de Georges Duby. Il remportera grâce à elles deux Sept d'or.
Il permet alors la rediffusion de plusieurs chefs-d'œuvre du passé de la télévision (Portrait souvenir de Proust, réalisé par Roger Stéphane, Les Heures chaudes de Montparnasse de Jean-Marie Drot, Mon frère Jacques de Pierre Prévert…), et lance de nombreux documentaires (dont un certain nombre d'Alain Jaubert). Il programme aussi des films de cinéastes documentaristes de son temps, comme The Store de Frederick Wiseman. L'émission Océaniques s'arrête le lundi 14 décembre 1992.
Après 1992, il est nommé directeur délégué aux programmes de La Sept-Arte qui devient Arte-France, et devient un pilier de la chaîne franco-allemande auprès de Jérôme Clément. Il planifie alors de nombreuses soirées Théma, puis devient cofondateur du magazine Oceanopolis et du magazine culturel Métropolis de 1995 à 2006. En 2006, Pierre-André Boutang est remplacé par Rebecca Manzoni, qui reprend le magazine Métropolis sur Arte, la chaîne l'ayant choisie pour rajeunir ses programmes et attirer la nouvelle génération. Âgé de 69 ans, il prend alors sa retraite.
Le 20 août 2008, il meurt en Corse à 71 ans. Il était marié à Martine Ferrand, éditrice chez Grasset.

## Filmographie

### Réalisateur de documentaires
- 1966 : Jean-Pierre Melville, François Truffaut, Collection Les écrans de la ville.
- 1968 : Pierre Kast, Collection Les écrans de la ville.
- 1970 : Jean-Pierre Melville à propos du « Cercle rouge », Collection Le journal du cinéma.
- 1971 : Jean-Pierre Léaud à propos du film "Les Deux Anglaises et le continent", Collection Le journal du cinéma.
- 1980 : Marco Ferreri, Meryl Streep, Collection Ciné regards
- 1980 : Peter Sellers à propos de Jacques Tati, Collection Cine regard
- 1980 : Isabelle Huppert à propos de "Loulou " et de Maurice Pialat, Collection Champ contrechamp
- 1982 : Godard à Cannes
- 1983 : Orson Welles
- 1988 : La bibliothèque idéale : 2/2 "Ce vice impuni, la lecture…"
- 1989 : Archives du XXe siècle : Emmanuel Berl (1892 - 1976) 1/2
- 1989 : Archives du XXe siècle : Emmanuel Berl (1892 - 1976) 2/2
- 1990 : Zulawski-Raimondi-Godounov
- 1990 : Débat sur les destin des boucs émissaires entre René Girard, universitaire et Roberto Calasso, directeur des éditions Adelphi
- 1990 : André Dhôtel
- 1990 : Le Louvre. Du donjon à la pyramide
- 1990 : Fidel Castro. Octobre 1990
- 1991 : Merci la vie
- 1991 : Archives du XXe siècle : Ungaretti 1/2
- 1991 : Archives du XXe siècle : Ungaretti 2/2
- 1991 : Archives du XXe siècle : Eugenio Montale
- 1991 : Eugène Delacroix, l'ange ou le barbare
- 1991 : Jean-Paul II
- 1992 : Jean-Louis Étienne, le paysan des pôles
- 1992 : Serge Daney : itinéraire d’un ciné-fils no 1 – Le temps des Cahiers, Collection « Océaniques »
- 1992 : Serge Daney : itinéraire d’un ciné-fils no 2 – des « Cahiers » à « Libé », Collection « Océaniques »
- 1992 : Serge Daney : itinéraire d’un ciné-fils no 3 – Le regard du zappeur, Collection « Océaniques »
- 1993 : Pierre Braunberger : producteur de films 1/3
- 1993 : Pierre Braunberger : producteur de films 2/3
- 1993 : Pierre Braunberger : producteur de films 3/3
- 1995 : Kino Cinéma – Woody Allen, Collection « Metropolis »
- 1996 : Antonioni toujours, Collection « Metropolis »
- 1997 : Conversation avec Dario Fo
- 1999 : 13 journées dans la vie de Pablo Picasso
- 1999 : Otar Iosseliani, un Georgien à Paris, Collection « Thema »
- 2000 : La Joconde sourit aux primitifs
- 2000 : Depardieu le regard des autres, Collection « Thema »
- 2002 : Tati à la plage, Collection « Metropolis »
- 2003 : Raoul Girardet
- 2004 : Toni Negri, des années de plomb à l'empire
- 2004 : Jean Rouch raconte à Pierre-André Boutang
- 2005 : La Cinémathèque du 21e siècle, Collection « Metropolis »
- 2005 : Alexandre Soljenitsyne, le combat d'un homme
- 2006 : Piccoli !, Collection « Metropolis »
- 2006 : René Girard – la violence et le sacré
- 2006 : Le musée du Quai Branly
- 2007 : Jeanne M. Côté cour, côté cœur

### Producteur de documentaires
- 1965 : Fritz Lang, Collection « Les écrans de la ville ».
- 1965 : Truffaut, Wilder, Collection « Les écrans de la ville ».
- 1965 : Jean Rouch, Collection « Les écrans de la ville ».
- 1965 : La Règle du jeu, Collection « Les écrans de la ville ».
- 1966 : Jean-Luc Godard, Collection « Les écrans de la ville ».
- 1966 : François Truffaut à propos d’Alfred Hitchcock, Collection « Les écrans de la ville ».
- 1971 : Les acteurs de « Trafic » parlent du film de Tati, Collection "le journal du cinéma"
- 1971 : Jean-Pierre Léaud à propos du film « Les Deux Anglaises et le continent, Collection « Le journal du cinéma ».
- 1976 : Sartes par lui-même
- 1979 : « Tess » de Roman Polanski, Collection « Ciné regards ».
- 1980 : Elia Kazan, Collection « Ciné regards ».
- 1980 : Marco Ferreri, Meryl Streep, Collection « Ciné regards ».
- 1980 : Maurice Pialat, Collection « Ciné regards ».
- 1981 : King Vidor
- 1981 : Gloria Swanson, Collection « Ciné regards ».
- 1981 : Joseph Mankiewicz, Collection « Ciné regards ».
- 1982 : Godard à Cannes
- 1987 : De Bernanos à Pialat : Sous le soleil de Satan, Collection « Océaniques ».
- 1987 : Duras-Godard, Collection « Océaniques »
- 1988 : L’âge des Cinémathèques, Collection « Océaniques ».
- 1991 : Krystof Kieslowski, Collection « Océaniques »
- 1996 : L'Abécédaire de Gilles Deleuze
- 2006 : Mao, une histoire chinoise

### Producteur de fictions
- 1972 : Nous ne vieillirons pas ensemble, Maurice Pialat.
- 1972 : Tout le monde il est beau, tout le monde il est gentil, Jean Yanne
- 1973 : Moi y'en a vouloir des sous, Jean Yanne
- 1973 : La Grande Bouffe, Marco Ferreri coproduit avec Jean-Pierre Rassam
- 1974 : Lancelot du Lac, Robert Bresson.
- 1975 : Numéro deux, Jean-Luc Godard.
- 1978 : Comment ça va?, de Jean-Luc Godard.
- 1974 : Les Chinois à Paris, de Jean Yanne.
- 1984 : Les Favoris de la lune, d'Otar Iosseliani

### Acteur
- 1974 : Touche pas à la femme blanche !, de Marco Ferreri : représentant d'une société américaine.
- 1985 : Cinématon #545, de Gérard Courant : lui-même.

### Interviewer
- 1989 : Satyajit Ray, Calcutta 89, Collection « Océaniques ».
- 2006 : Polanski par Polanski Collection, « Thema ».
- 1999 : Leos Carax – Interview, Collection « Metropolis ».
- 1978 : Marcello Mastroianni, Collection « L’homme en question ».
- 1987 : Dom Juan, le mythe et la réalité » de Jean-Marie Carzou, Collection "Océaniques"
- 1988 : La bibliothèque idéale : 1/2 Voyage aux bibliothèques., Collection "Océaniques"

### Présentateur
- 1964 : Antonioni, Collection « Les écrans de la ville »
- 1992 : Le FIPA à Cannes. de Guy Seligmann

## Hommage
- Hommage de l’Ina et du Chtv : Pierre-André Boutang, une œuvre télévisuelle (1964-2008). À partir de nombreux extraits d’émissions issus des collections de l’INA, les invités reviennent sur les temps forts d’une carrière marquée par une exigence et une intelligence à regarder et défricher notre monde contemporain. Avec Jérôme Clément, Guy Seligmann, Christian Delporte. Débat animé par Antoine Perraud.